# Сибеник
45°49′ пн. ш. 17°11′ сх. д. / 45.81° пн. ш. 17.18° сх. д.
Сибеник (хорв. Sibenik) — населений пункт у Хорватії, в Б'єловарсько-Білогорській жупанії у складі громади Великий Ґрджеваць.

## Населення
Населення за даними перепису 2011 року становило 19 осіб.
Динаміка чисельності населення поселення: